# Marisa Letícia Lula da Silva
Pour les articles homonymes, voir Lula.
Marisa Letícia Lula da Silva, née Marisa Letícia Casa le 7 avril 1950 à São Bernardo do Campo et morte le 3 février 2017 à São Paulo, est la deuxième femme de Luiz Inácio Lula da Silva, président de la république fédérative du Brésil. Elle est Première dame du Brésil de 2003 à 2010 et membre du Parti des travailleurs.

## Biographie

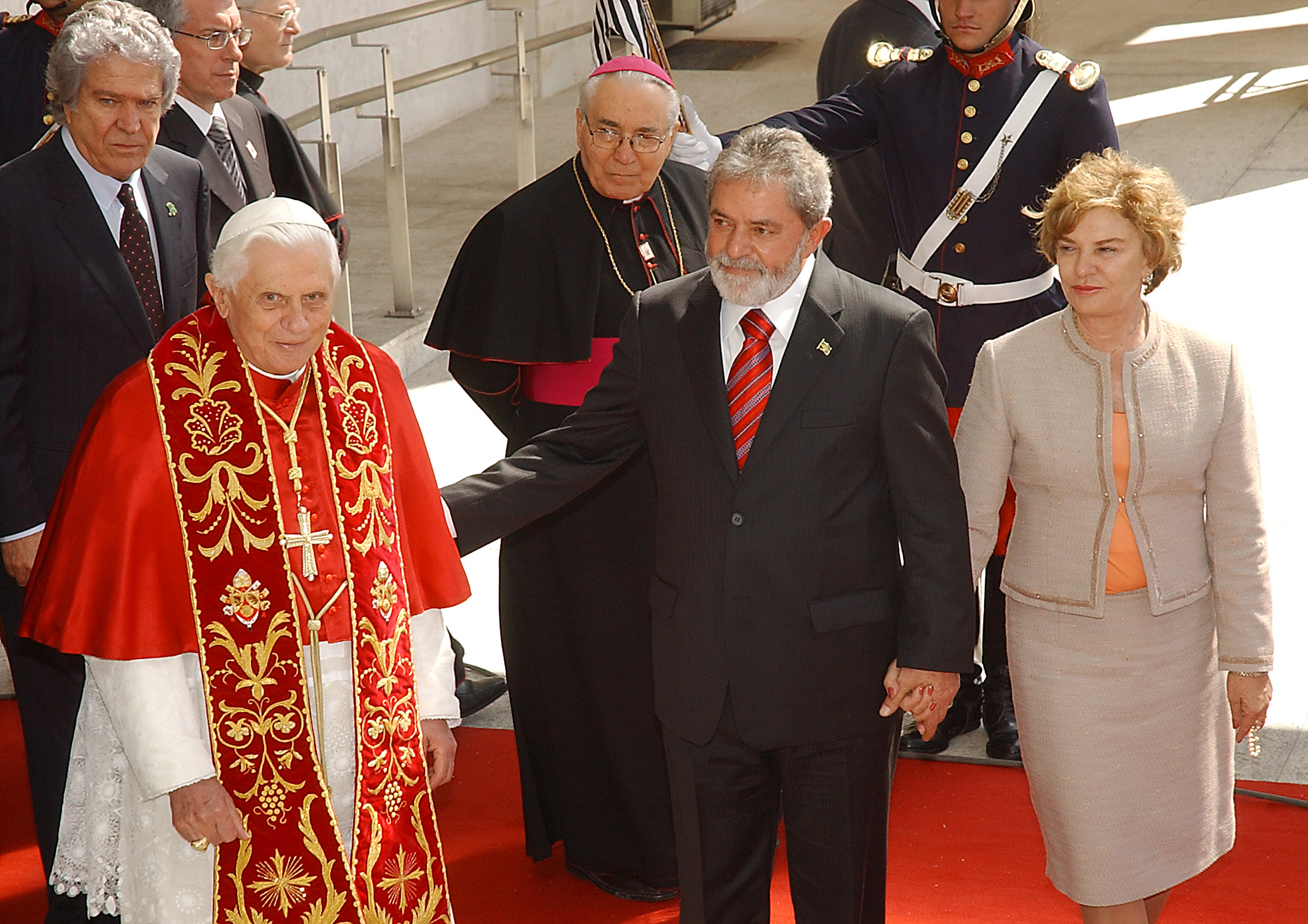
Le couple présidentiel en compagnie du pape Benoît XVI.

Elle épouse en 1974 Luiz Inácio Lula da Silva, alors que celui-ci était à l'époque dirigeant syndical.

### Scandale Petrobras
Le 14 septembre 2016, le parquet demande son inculpation et celle de son mari dans le scandale Petrobras.

### Mort
Le 24 janvier 2017, Marisa Letícia Lula da Silva est victime d'un accident vasculaire cérébral. Elle meurt quelques jours plus tard, le 3 février, à l'Hôpital syro-libanais de São Paulo. Sa famille autorise le don de ses organes.
À l'issue d'une veillée funèbre, elle est alors incinérée.

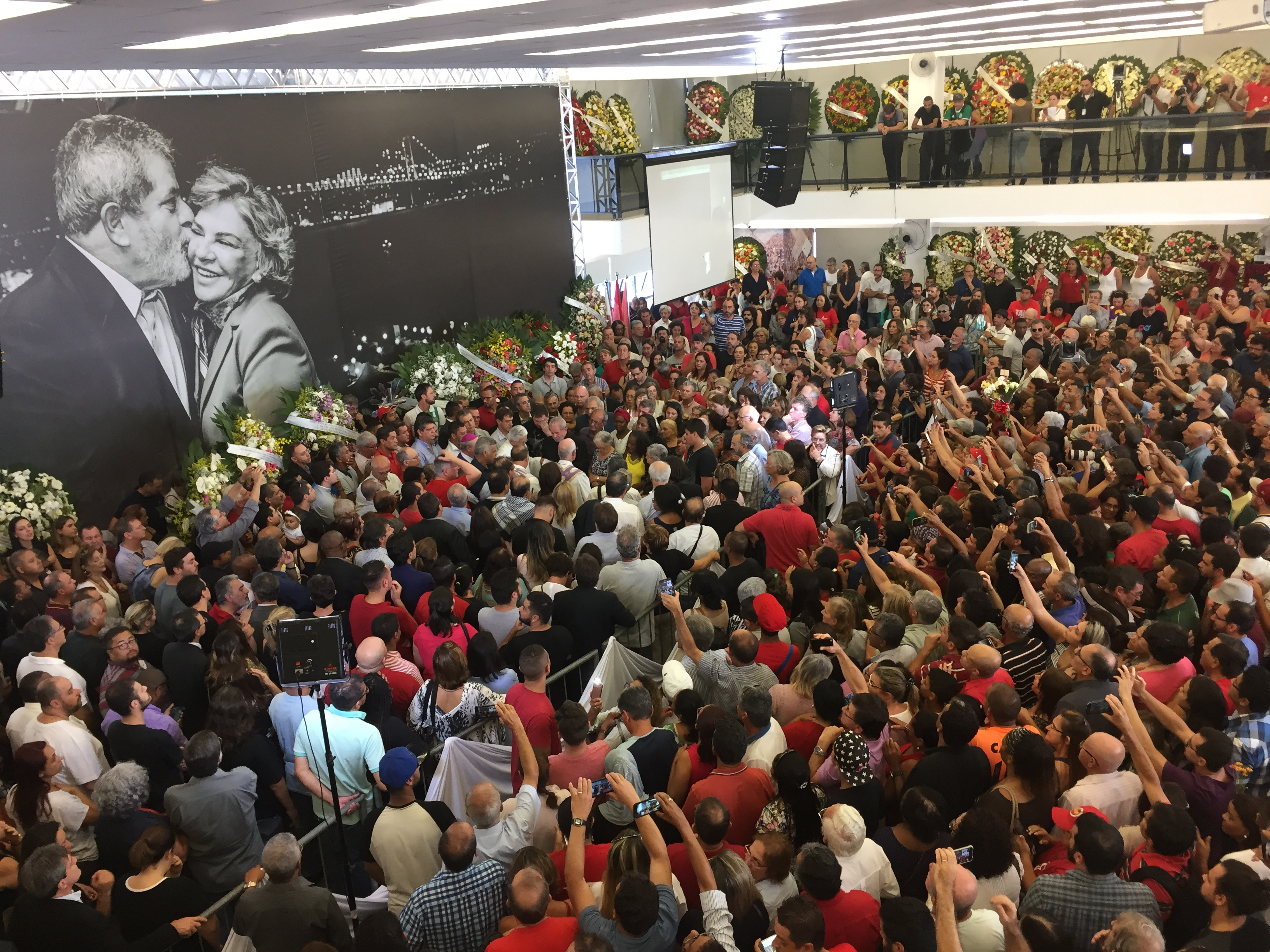
Cérémonie en hommage à l'ancienne Première dame décédée, organisée au siège de l'Union des métallurgistes à São Bernardo do Campo.